# Barney Gumble
Barnard "Barney" Gumble (geboren op 20 april) is een personage uit de animatieserie The Simpsons. Hij wordt ingesproken door Dan Castellaneta.
Barney is de lokale dronkenlap van Springfield en een van Homer Simpsons beste vrienden. Hij is tevens een van de weinige vaste klanten in het café van Moe Szyslak.

## Oorsprong van het personage
De naam "Barney Gumble" is een woordspeling op "Barney Rubble", de beste vriend van Fred Flintstone in  Hanna-Barbera's The Flintstones. Oorspronkelijk was Barney de beste vriend van Homer, maar die rol lijkt inmiddels te zijn overgenomen door Lenny en Carl.
Net als veel personages heeft Barney een paar lichte veranderingen ondergaan in de serie. In de eerste afleveringen had hij blond haar. Tegenwoordig heeft hij bruin haar.

## Kenmerken
Barney wordt vrijwel altijd aangetroffen in Moes café. Hij heeft een gigantisch alcoholprobleem, en zou niet zonder Moe kunnen. Hij praat met een licht gebroken stem, en heeft een kenmerkende harde boer, evenals een karakteristiek scheel oog. Hij is vriendelijk en heeft een zachtaardige persoonlijkheid, ondanks zijn slechte lichamelijke conditie. Barney is erg dik, ongetrouwd en woont in een rommelig appartement. Van tijd tot tijd doet hij werk voor zijn oom Al bij Barneys Bowl-O-Rama.
Barney heeft al meerdere baantjes gehad, waaronder zelfs helikopterpiloot en astronaut. De meeste van deze baantjes duurden niet langer dan een aflevering. Zijn leeftijd (40 jaar) werd onthuld in de aflevering A Star Is Burns.
Indien er geen alcohol beschikbaar is, drinkt Barney vrijwel alles. Zelfs terpentine.

## Leven
Barney is in elk geval half-Noors, daar zijn moeder van Noorse afkomst is. Zijn vader, Arnie Gumble, stierf in 1979 in een parade ongeluk samen met Sheldon Skinner, Iggy Wiggum, Etch Westgrin, en Griff McDonald; allemaal leden van Abe Simpson's Flying Hellfish squad.
Barney wordt over het algemeen neergezet als de beste vriend van Homer Simpson. Ze kenden elkaar al op de middelbare school. Oorspronkelijk wilden de scriptschrijvers van Barney Homers buurman maken.
Als tiener toonde Barney veel mogelijkheden. Hij kon zelfs naar de Harvard-universiteit. Helaas leerde Homer hem kennismaken met bier, wat zijn studie niet ten goede kwam. Later werd hij samen met Homer lid van het barbershop zangkoor The Be Sharps.
Barney heeft verschillende ruzies gehad in Moes café, waaronder met beroemdheden. In de aflevering "Mr. Plow" richtte Barney zijn eigen sneeuwopruimdienst op. Dit bracht hem in conflict met Homer, die ook een sneeuwopruimdienst was begonnen.
In de aflevering "Days of Wine and D'oh'ses" stopte Barney met alcohol drinken nadat Moe hem voor zijn verjaardag een les helikopterbesturen had gegeven. Hij bleek hier aanleg voor te hebben, en redde later in de serie zelfs Bart en Lisa van een bosbrand. Bang om een klant te verliezen nu Barney geen bier meer dronk, liet Moe Barney kennismaken met espresso. In latere afleveringen was Barney echter toch weer aan de drank verslaafd.